# Покровка (Сафакулевський округ)
Покро́вка (рос. Покровка) — присілок у складі Сафакулевського округу Курганської області, Росія.
Населення — 52 особи (2010, 117 у 2002).
Національний склад станом на 2002 рік:
- росіяни — 85 %